# Smart CityCoupé Cabrio
De Smart CityCoupé Cabrio is een kleine auto van Smart, gebaseerd op de Smart CityCoupé die wordt geproduceerd door Daimler.
De Cabrio is een vrij populaire uitvoering van de ForTwo/CityCoupé. Het is vrijwel hetzelfde model als de "Coupé" versie. Het grote verschil is het dakje; dat is gemaakt van doek.
De naam van het model werd in 2004 veranderd in ForTwo.